# E. Magnus Ingleton
Eugenie Magnus Ingleton est une scénariste britannique née à Londres (Angleterre) et morte le 3 août 1936 à Hollywood (Californie).

## Biographie
Eugenie Ingleton commence dès son plus jeune âge dans le domaine du spectacle, en jouant à 10 ans le rôle d'Eva dans une adaptation théâtrale de La Case de l'oncle Tom sur une scène londonienne.
Plus tard elle sera correspondante de guerre en Afrique du Sud, avant de jouer sur des scènes américaines à New York ou Chicago, puis d'entrer dans le monde du cinéma via le département scénarios de la World Film Corporation, puis chez Universal en 1916.

## Filmographie

### comme scénariste (sélection)
- 1915 : After Dark (en) de Frederick A. Thomson
- 1915 : The Moonstone (en) de Frank Hall Crane
- 1920 : Below the Surface d'Irvin Willat
- 1920 : Black Is White de Charles Giblyn
- 1920 : The Dark Mirror de Charles Giblyn
- 1920 : His Own Law de J. Parker Reed Jr.
- 1915 : The Boss (en) d'Émile Chautard
- 1915 : Insouciance (A Butterfly on the Wheel) de Maurice Tourneur
- 1915 : The Face in the Moonlight (en) d'Albert Capellani
- 1915 : L'Émeraude fatale (The Flash of an Emerald) d'Albert Capellani
- 1915 : Le Code secret (The Ivory Snuff Box) de Maurice Tourneur
- 1915 : The Little Dutch Girl d'Émile Chautard
- 1915 : Trilby de Maurice Tourneur
- 1915 : The Model de Frederick A. Thomson
- 1916 : The Almighty Dollar (en) de Robert Thornby
- 1916 : Black Friday de Lloyd B. Carleton
- 1916 : The New South de Robert Thornby
- 1916 : Cheaters de Lucius Henderson
- 1916 : Circumstantial Justice de Fred Kelsey
- 1916 : The Emerald Pin de Burton George
- 1916 : His Mother's Boy de Fred Kelsey
- 1916 : The Decoy (en) de William Garwood
- 1916 : Her Wedding Day de Douglas Gerrard
- 1916 : McTeague (en) de Barry O'Neil
- 1916 : The Prodigal Daughter d'Allen Holubar
- 1916 : The Shadow d'Allen Holubar
- 1916 : The Woman He Feared de Harry F. Millarde
- 1917 : Because of a Woman de Jack Conway
- 1917 : The Birth of Patriotism d'E. Magnus Ingleton
- 1917 : The Bubble of Love de Douglas Gerrard
- 1917 : Chubby Takes A Hand de William V. Mong
- 1917 : Doomed de George Cochrane
- 1917 : Eternal Love (en) de Douglas Gerrard
- 1917 : The Fugitive de Fred Kelsey
- 1917 : The Girl in the Checkered Coat (en) de Joseph De Grasse
- 1917 : Heart Strings d'Allen Holubar
- 1917 : Is Money All? de Ruth Ann Baldwin (en)
- 1917 : The Keeper of the Gate de Douglas Gerrard
- 1917 : The Lair of the Wolf de Charles Swickard
- 1917 : The Melody of Death de Douglas Gerrard
- 1917 : Money's Mockery de Douglas Gerrard
- 1917 : The Pulse of Life de Rex Ingram
- 1917 : The Reward of the Faithless de Rex Ingram
- 1917 : Somebody Lied de Ben F. Wilson
- 1917 : The Storm Woman de Ruth Ann Baldwin (en)
- 1917 : 'Twixt Love and Desire de Ruth Ann Baldwin (en)
- 1917 : When Liz Lets Loose de Ruth Ann Baldwin (en)
- 1917 : Where Glory Waits d'Allen Holubar
- 1917 : The Woman Who Would Not Pay de Ruth Ann Baldwin (en)
- 1918 : Alias Mary Brown de William C. Dowlan et Henri D'Elba
- 1918 : The Answer de E. Mason Hopper
- 1918 : False Ambition de Gilbert P. Hamilton
- 1918 : Her American Husband
- 1918 : The Mask de Thomas N. Heffron
- 1918 : Mystic Faces de E. Mason Hopper
- 1918 : Who Is to Blame? de Frank Borzage
- 1919 : The Lamb and the Lion de Francis J. Grandon
- 1919 : The Long Lane's Turning de Louis Chaudet
- 1919 : The Love Call de Louis Chaudet
- 1919 : Love's Prisoner (en) de John Francis Dillon
- 1920 : The Blue Bonnet de Louis Chaudet
- 1920 : Miss Nobody de Francis J. Grandon
- 1921 : The Secret of the Hills de Chester Bennett
- 1922 : On the High Seas (en) d'Irvin Willat
- 1924 : Alimony de James W. Horne
- 1925 : Le Séducteur (The Kiss Barrier) de Roy William Neill
- 1925 : The Scarlet Honeymoon d'Alan Hale

### comme réalisatrice
- 1917 : The Birth of Patriotism